# توم بيتيس
توم بيتيس (بالإنجليزية: Tom Bettis)‏ هو لاعب كرة قدم أمريكية أمريكي، ولد في 17 مارس 1933 في شيكاغو في الولايات المتحدة، وتوفي في 28 فبراير 2015 في كاتي في الولايات المتحدة.

## وصلات خارجية
- توم بيتيس على موقع مرجع كرة القدم المحترفة.كوم (الإنجليزية)